# Challenger de Granby 2024
El torneo Challenger Banque Nationale de Granby 2024 fue un torneo de tenis perteneció al ATP Challenger Tour 2024 en la categoría Challenger 75. Se trató de la 29ª edición; el torneo tuvo lugar en la ciudad de Granby (Canadá), desde el 15 hasta el 21 de julio de 2024 sobre pista dura al aire libre.

## Jugadores participantes del cuadro de individuales
| Preclasificado | País                                  | Jugador           | Rank1 | Posición en el torneo |
| 1              | Bandera de Australia                  | Adam Walton       | 101   | Primera ronda, retiro |
| 2              | Bandera de Francia                    | Térence Atmane    | 131   | FINAL                 |
| 3              | Bandera de Francia                    | Benjamin Bonzi    | 150   | Segunda ronda         |
| 4              | Bandera de Canadá                     | Alexis Galarneau  | 169   | Primera ronda         |
| 5              | Bandera de Francia                    | Hugo Grenier      | 183   | Semifinales           |
| 6              | Bandera de la República Popular China | Bu Yunchaokete    | 197   | CAMPEÓN               |
| 7              | Bandera de Japón                      | Yasutaka Uchiyama | 203   | Semifinales           |
| 8              | Bandera de Estados Unidos             | Tristan Boyer     | 208   | Segunda ronda         |

- 1 Se ha tomado en cuenta el ranking del 1 de julio de 2024.

### Otros participantes
Los siguientes jugadores recibieron una invitación (wild card), por lo tanto ingresan directamente al cuadro principal (WC):
- Taha Baadi
- Justin Boulais
- Vasek Pospisil

Los siguientes jugadores ingresan al cuadro principal tras disputar el cuadro clasificatorio (Q):
- Cleeve Harper
- Stefan Kozlov
- Bruno Kuzuhara
- Patrick Maloney
- Rio Noguchi
- Kaichi Uchida

## Campeones

### Individual Masculino
- Bu Yunchaokete derrotó en la final a  Térence Atmane por 6–3, 6–7(7), 6–4

### Dobles Masculino
- Andrés Andrade /  Mac Kiger derrotaron en la final a  Justin Boulais /  Joshua Lapadat por 3–6, 6–3, [10–2]